# پلاک خانه

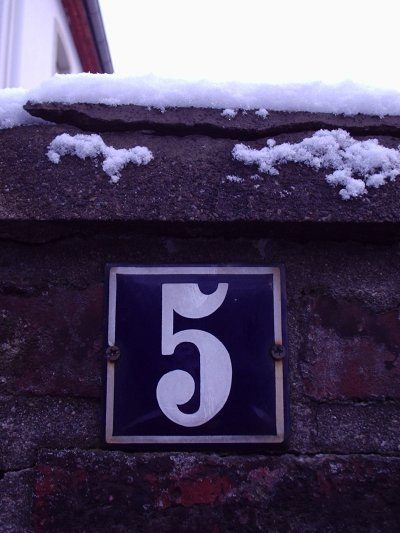
نمونه‌ای از پلاک شماره خانه در اروپای مرکزی

شماره خانه شماره‌ای است منحصربه‌فرد که در یک کوچه یا محله به هر ساختمان داده و بر روی پلاکی معمولا فلزی نوشته می‌شود، تا یافتن مکان ساختمان آسان‌تر شود. شماره خانه معمولاً بخشی از آدرس پستی است.
در جاهای مختلف از سیستم‌های شماره‌گذاری متفاوتی استفاده می‌شود و در بسیاری موارد حتی در یک شهر هم سیستم شماره‌گذاری واحدی وجود ندارد. در برخی مناطق جهان، خانه‌ها به جای شماره با نام مشخص می‌شوند.

## استرالیا و زلاند نو

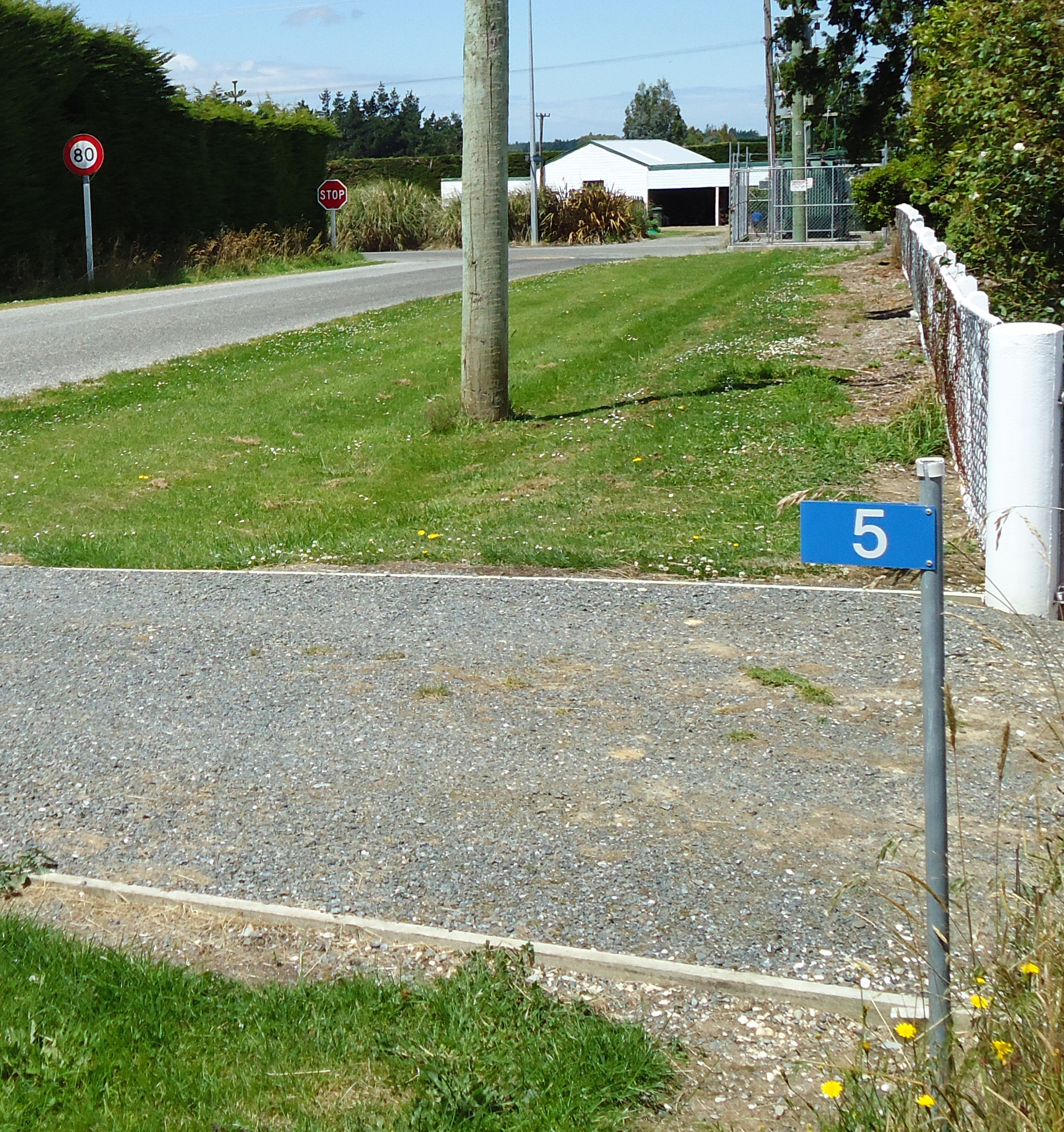
علامت راهنمای پلاک در زلاند نو. عدد ۵ به معنای آن است که ملک در فاصلهٔ ۴۰ تا ۶۰ متری کنارهٔ جاده و در سمت چپ آن واقع شده. در تصویر می‌بینید.

در استرالیا و زلاند نو بر اساس سیستم شماره‌گذاری استاندارد استرالیا و زلاند نو (AS/NZS ۴۸۱۹:۲۰۰۳) خیابان‌های تازه‌ساز با این روش شماره‌گذاری می‌شوند: اگر فرد در جهتی بایستد که شماره‌ها رو به افزایش‌اند، سمت چپ او شماره‌های فرد و سمت راست شماره‌های زوج قرار می‌گیرند (سیستم اروپایی). این استاندارد از سال ۲۰۰۳ در این کشورها لازم‌الاجراست.
در نیو ساوث ولز، اغلب خیابان‌ها بر اساس روش رایج در انگلستان، پیش از سال ۲۰۰۳ شماره‌گذاری شده‌اند. بر اساس این روش وقتی فرد رو به سمتی می‌ایستد که شماره‌ها زیاد می‌شوند، سمت راست او شماره‌های فرد قرار می‌گیرند. در حال حاضر برنامه‌ای برای تغییر شماره‌های این خیابان‌ها وجود ندارد.
در برخی جاده‌های درون‌شهری (مانند پاراماتا در سیدنی) شماره‌ها عموماً تا رسیدن به چهارراه اصلی یا تا سرحد حومه ادامه می‌یابند و پس از آن دوباره از ۱ یا ۲ آغاز می‌شوند. از این رو، در جاده‌های طولانی یک شماره ممکن است چند بار تکرار شود. در مناطق روستایی، یا نیمه روستایی، که خانه‌ها و مزارع در فاصله‌های زیادی از یکدیگر قرار دارند، معمولاً سیستم شماره‌دهی بر اساس هر ۱۰ متر است (یا در موارد معدودی هر متر). یعنی پلاک یک مزرعهٔ ۲۳۰۰ متری که در ابتدای جاده قرار دارد، ۲۳۰ خواهد بود.

## اروپا

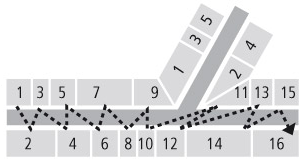
روش اروپایی

گفته می‌شود پاریس اولین شهری بود که از سیستم شماره‌گذاری خانه‌ها در پل نتردام استفاده کرد.
در اروپا سیستم رایج شماره‌گذاری خانه‌ها به این صورت است که در یک سمت خیابان خانه‌ها با اعداد فرد (از ۱ تا آخر) و در سمت دیگر با اعداد زوج (از ۲ تا آخر) شماره‌گذاری می‌شوند. وقتی فرد در جهتی می‌ایستد که شماره‌ها زیاد می‌شوند، اعداد فرد اغلب در سمت چپ خیابان قرار می‌گیرند. وقتی ساختمانی به خیابان اضافه می‌شود یا ملکی به ساختمان‌های مجزا تقسیم می‌شود، معمولاً آن را با حروف a و b مشخص می‌کنند (در فرانسه و اسپانیا:bis, ter, quater). وقتی دو ساختمان در هم ادغام می‌شوند، ممکن است یکی از شماره پلاک‌ها به آن اختصاص یابد، یا دو پلاک با هم ترکیب شوند(۱۳/۱۵)، یا در نشانی محدودهٔ خانه مشخص می‌شود (مثلاً پلاک ۱۷–۱۳، که البته ساختمان‌های شمارهٔ ۱۴ و ۱۶ را شامل نمی‌شود) اگر در منطقه‌ای تعداد زیادی زمین ساخته‌نشده وجود داشته باشد بین شماره‌ها فاصله می‌افتد. اگر در خیابانی تعداد زیادی ساختمان بعداً اضافه شوند، یا از بزرگ‌ترین شماره پلاک آغاز می‌کنند و شماره‌های استفاده نشده را به آن ساختمان‌ها اختصاص می‌دهند که ترتیب اعداد را به هم می‌ریزد و وضعیت سردرگم‌کننده‌ای به وجود می‌آورد یا ادامهٔ خیابان را از نو شماره‌گذاری می‌کنند.

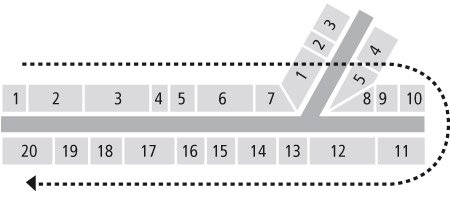
روش ساعتگرد

در انگلستان شماره‌گذاری خانه‌ها از سال ۱۷۶۵ و با آغاز کار پست انگلستان شروع شد. در مناطق روستایی انگلستان هنوز بسیاری از خانه‌ها پلاک ندارند و با نام شناخته می‌شوند. شماره‌های فرد اغلب (ولی نه همیشه) از سمت مرکز شهر یا روستا در سمت چپ قرار دارند و کوچکترین اعداد به مرکز شهر نزدیک‌اند. ساختمان‌هایی که بعداً در میان ساختمان‌های یک خیابان اضافه می‌شوند معمولاً با حروف (A, B، C) مشخص می‌شوند ولی در موارد متعددی هم از نیم‌شماره استفاده می‌شود، مثلاً مرکز پلیس قدیمی در خیابان کمبرول چرچ، پلاک ۱/۲ ۲۰ واقع است. دست‌کم یک بنا در انگلستان پلاک -۰- دارد (این ساختمان، پس از شماره‌گذاری خیابان در کنار پلاک ۲ ساخته شده‌است).

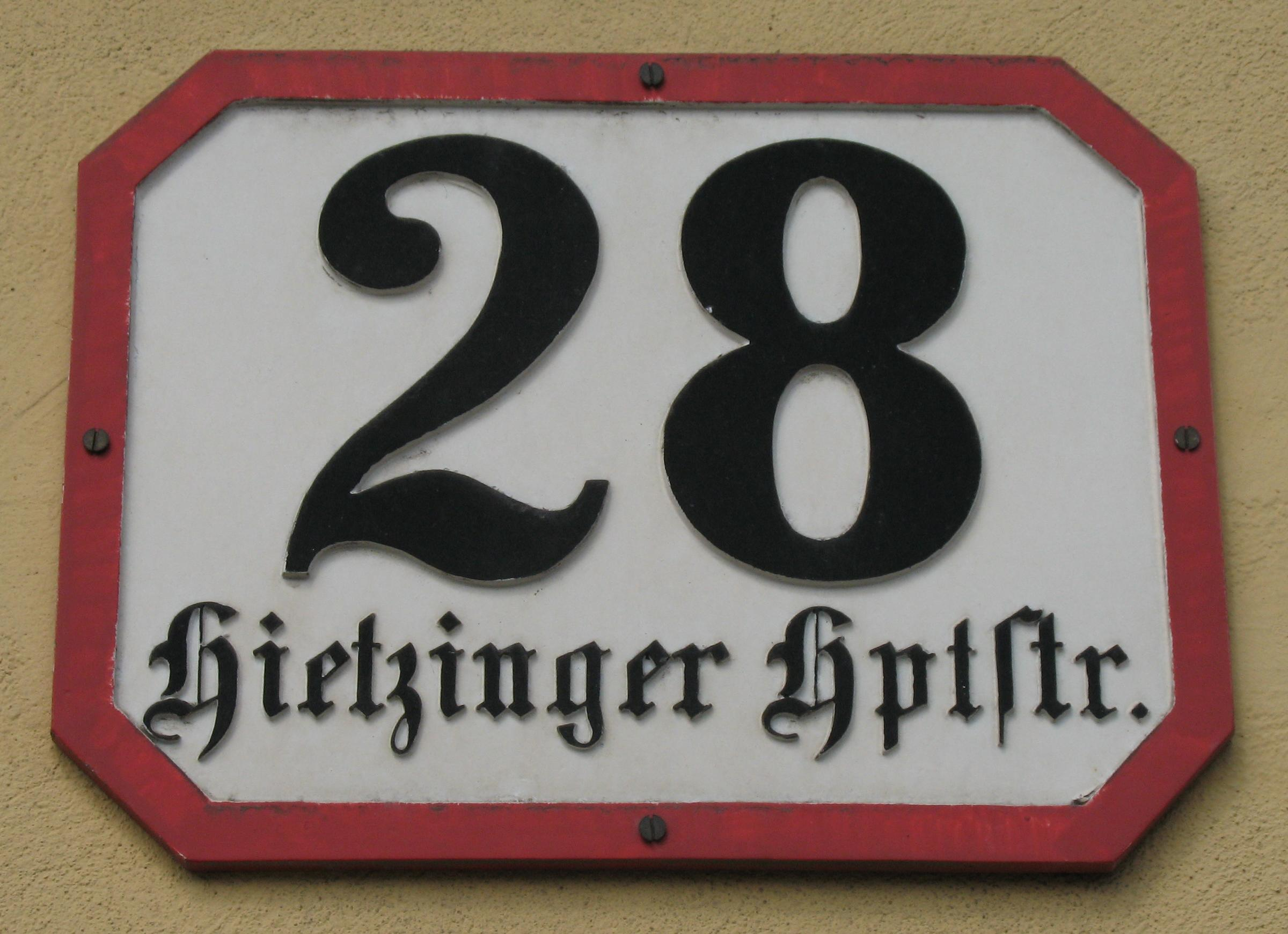
پلاک خانه‌ای در وین

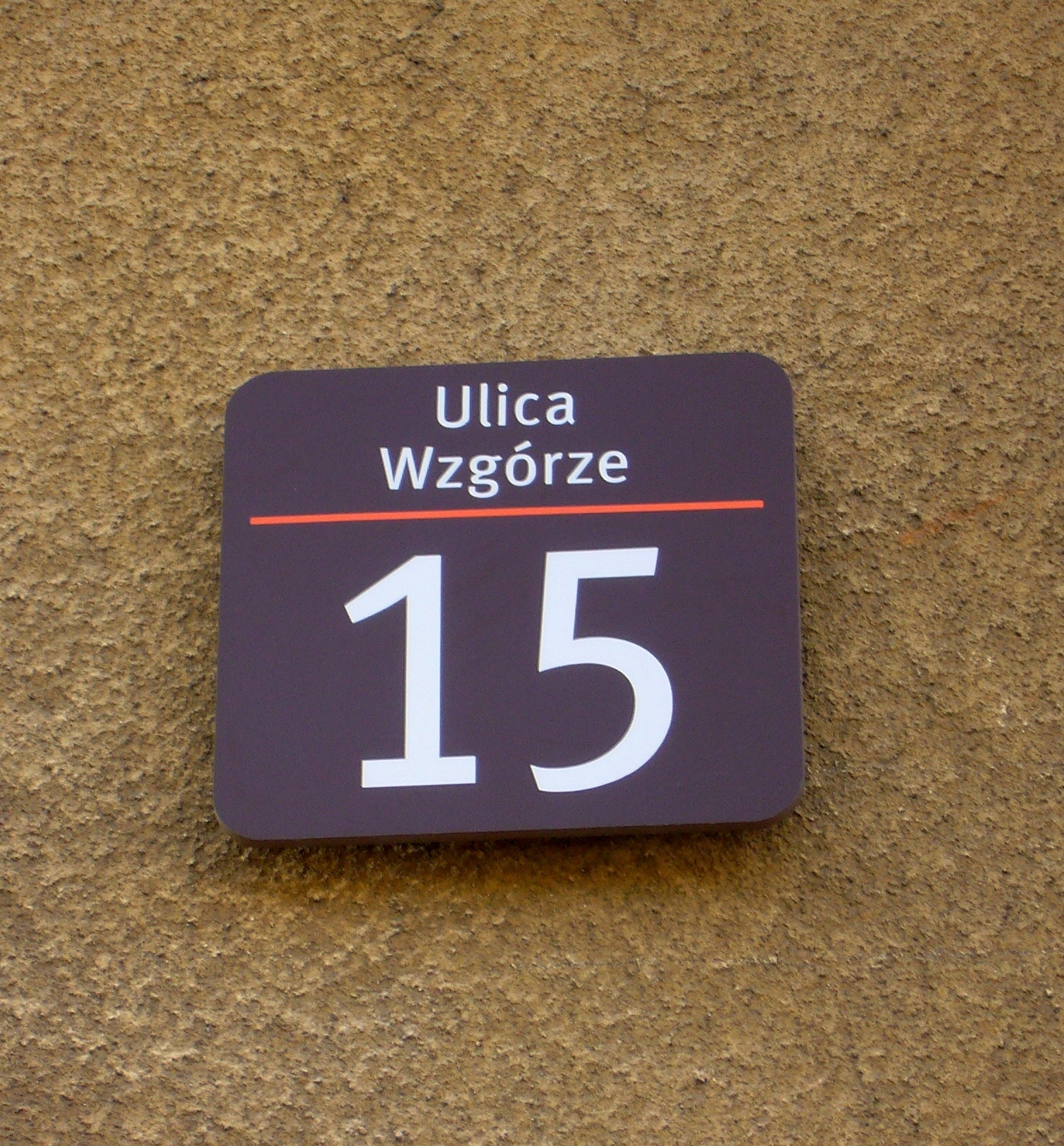
نمونه‌ای از پلاک خانه در لهستان

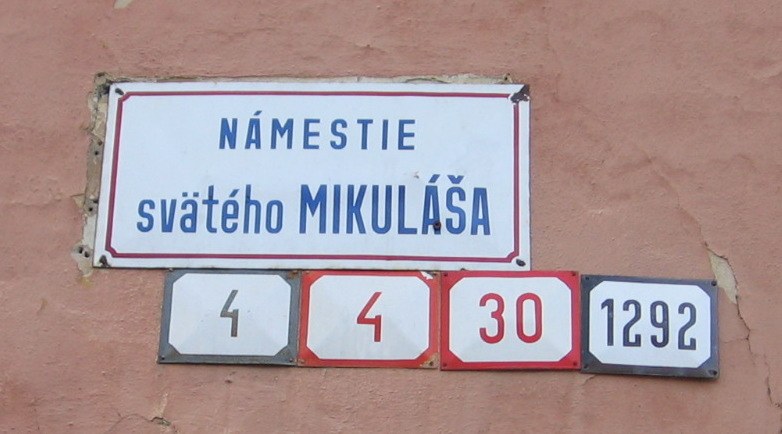
نمونه‌ای از پلاک خانه در اسلواکی

پیش از اوایل و میانهٔ قرن نوزدهم، در انگلستان روش معمول شماره‌گذاری ساختمان‌ها به این منوال بود که یک سوی خیابان به ترتیب (۱، ۲ و …) تا انتها شماره‌گذاری می‌شد و بعد از سمت دیگر خیابان برمی‌گشت. این سیستم هنوز هم در برخی مناطق انگلستان باقی‌ست. خانه‌های دور میدانها معمولاً با اعداد متوالی شماره‌گذاری می‌شوند. در خیابان‌هایی که تنها در یک سمت آن ساختمان وجود دارد نیز همین روش به کار برده می‌شود. برخی مقامات محلی انگلستان پلاک ۱۳ را از سیستم شماره‌گذاری حذف می‌کنند چون برخی این عدد را بدشگون می‌دانند.
در هارلم (هلند) پلاک آپارتمان‌های طبقات بالاتر را با اعداد قرمز مشخص می‌کنند.
در ونیز، شهر به چند ناحیه تقسیم و بر اساس ناحیه پلاک خانه‌ها شماره‌گذاری می‌شود. یعنی در کل شهر فقط ۶ سری شماره پلاک وجود دارد. در جنوا و فلورانس پلاک خانه‌ها با اعداد سیاه (در فلورانس گاهی آبی) مشخص می‌شود و پلاک ساختمان‌های تجاری معمولاً (ولی نه همیشه) با اعداد قرمز. در نتیجه در هر خیابان دو سری پلاک مجزا وجود دارد. در نوشتار در کنار شمارهٔ پلاک ساختمان‌های تجاری حرف r قرار می‌گیرد، مثلاً: پلاک ۲۱r.
در اروپای غربی و مرکزی، به جز موارد استثنایی، خانه‌ها معمولاً با سیستم اروپایی شماره‌گذاری می‌شوند. هرچند بسیاری خیابان‌ها همچنان از روش اعداد متوالی و ترتیب ساعتگرد (که در بالا توضیح داده شد) استفاده می‌شود.
در شهرهای چک و اسلواکی به‌طور هم‌زمان از دو سیستم استفاده می‌شود. ساختمان‌ها دو شماره پلاک دارند که با رنگ‌های متفاوت از یکدیگر تفکیک می‌شوند. یکی شماره‌ای که در منطقه‌ای که ساختمان در آن واقع شده، منحصربه‌فرد است و دیگری یک عدد سادهٔ ترتیبی شبیه پلاک‌های سایر شهرهای اروپایی. در نوشتن نشانی هر کدام از این عددها می‌تواند مورد استفاده قرار بگیرند. البته در کارهای تجاری معمولاً برای پرهیز از اشتباه هر دو شماره نوشته می‌شود و عدد منحصربه‌فرد در منطقه اول می‌آید.

## روسیه و کشورهای استقلال یافته از اتحاد جماهیر شوروی سابق
در روسیه و بسیاری کشورهای استقلال‌یافته از اتحاد جماهیر شوروی سابق از روش اروپایی استفاده می‌شود و شماره‌گذاری از انتهای خیابان، نزدیک‌ترین جا به مرکز شهر، آغاز می‌شود. خانه‌ها و ساختمان‌هایی که در نبش چهارراه قرار گرفته‌اند، ممکن است پلاک ترکیبی داشته باشند که هرکدام شماره‌ای در امتداد یکی از خیابان‌هاست و با / از یکدیگر جدا می‌شوند، مثلاً: Нахимова، ۱۴/۴۱. شماره ۱۴ پلاک خانه
در خیابان ناخیموا است و شماره ۴۱ پلاک خانه در خیابانی که آن را قطع می‌کند.
وقتی در جهتی بایستید که اعداد زیاد می‌شوند، اعداد فرد در سمت چپ خیابان خواهند بود. اگرچه در بعضی شهرها نظیر سن پترزبورگ اعداد فرد در سمت راست قرار دارند.
در برخی شهرها، به ویژه شهرهایی که در زمان اتحاد جماهیر شوروی تحقیقات علمی و نظامی گسترده‌ای در آن‌ها انجام می‌شد، سیستم شماره‌گذاری خانه‌ها ممکن است متفاوت باشد: در این شهر خانه‌ها بر اساس بلوکی که در آن قرار گرفته‌اند شماره‌گذاری می‌شوند و نه بر اساس خیابان. این روش در ژاپن و کره هم کاربرد دارد.
در جاده‌های طولانی در حومهٔ شهرها، گاهی بر اساس کیلومتر شماره‌گذاری املاک و ساختمان‌ها انجام می‌شود (مانند سیستم شماره‌گذاری در مناطق روستایی استرالیا)

## ژاپن و کره جنوبی
در ژاپن و کره جنوبی شهر به مناطقی کوچک‌تر تقسیم می‌شود. خانه‌ها در هر منطقه یا به ترتیب احداث شماره‌گذاری می‌شوند یا در هر بلوک در جهت حرکت عقربه‌های ساعت. این روش با روش شماره‌دهی منطقه‌ای در ونیز قابل قیاس است.

## آمریکای لاتین
در برخی کشورهای آمریکای لاتین از سیستم شماره‌گذاری اروپایی استفاده می‌شود و خانه‌ها از مرکز به سمت حاشیهٔ شهر به ترتیب زیاد شونده، شماره‌گذاری می‌شوند. در مکزیک، شهرها معمولاً به چند کولونیا تقسیم می‌شوند، که مناطقی کوچک یا متوسط است. کولونیا معمولاً در نشانی، پیش از کد پستی، ذکر می‌شود. گاه، وقتی ساختمانی به خیابانی اضافه می‌شود، یا ساخت و سازهایی بعد از شماره‌گذاری خیابان صورت می‌گیرد ممکن است نشانی مبهم شود. وقتی یک شماره پلاک در خیابانی تکرار می‌شود، ساختمان جدیدتر با حروف الفبا مشخص می‌شود. برای مثال اگر دو پلاک ۳۵ وجود داشته باشد، یکی همان ۳۵ نامیده می‌شود و دیگری پلاک ۳۵A یا ۳۵Bis خواهد بود.
در شهرهای دورافتاده یا مناطقی که طراحی شهری ندارند، معمولاً خیابان‌ها بی‌نام و خانه‌ها بی‌پلاک هستند. در این‌گونه موارد نشانی عبارت خواهد بود از نام شخص یا خانوادهٔ صاحب ملک و نام شهر یا منطقه و عبارت Dirección Conocida که به معنای آن است که خانه یا خانوادهٔ مذکور در منطقه سرشناس است.

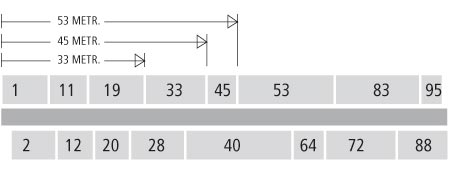
شماره‌گذاری ساختمان بر حسب فاصله از ابتدای خیابان

برای کسانی که نزدیک بزرگ‌راه‌ها و جاده‌ها زندگی می‌کنند، آدرس بر اساس کیلومتر جاده خواهد بود. اگر بیش از یک ساختمان با این مشخصات وجود داشته باشد، از نشانه‌های دیگری نیز استفاده می‌شود و عبارت Dirección Conocida نیز به کار می‌رود. در کشورهایی نظیر برزیل و آرژانتین این روش در برخی شهرها و خیابان‌ها هم استفاده می‌شود و مکان خانه با فاصلهٔ خانه از ابتدای خیابان بر حسب متر مشخص می‌شود و این عدد پلاک خانه خواهد بود.

## آمریکا و کانادا

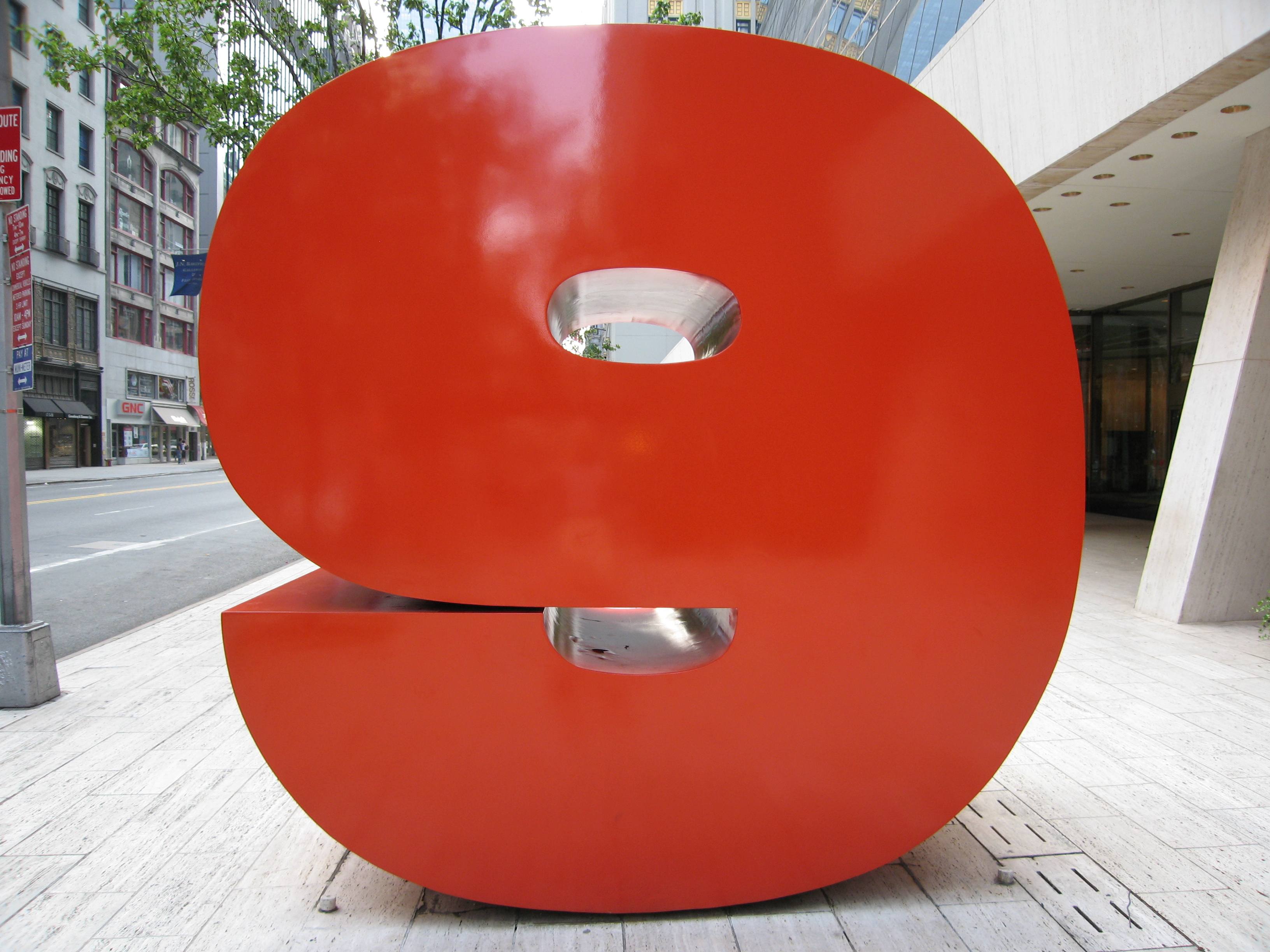
نیویورک، خیابان ۵۷ غربی، پلاک ۹

در بسیاری از خیابان‌های ایالات متحده آمریکا و کانادا، پلاک‌های فرد در یک سمت خیابان و پلاک‌های زوج در سمت دیگر آن قرار دارند. اغلب شمارهٔ پلاک متناسب است با فاصلهٔ آن از جایی مشخص، بنابراین تمام اعداد در شماره‌گذاری یک خیابان استفاده نمی‌شوند. در خیابان‌های بسیار طولانی، شماره‌های ۴ یا ۵ رقمی هم به کار برده می‌شود.
در شهرهایی که طراحی شبکه‌ای دارند، پس از هر تقاطع، ۱۰۰ شماره به عدد پلاک افزوده می‌شود، در برخی شهرها در هر بلوک از شماره‌های متوالی استفاده می‌شود به‌طوری‌که بلوکی که در یک سمت آن پلاک خانه‌ها عبارت است از: ۵۰۱، ۵۰۳، ۵۰۵، ۵۰۷، ۵۰۹، ۵۱۱ در کنار بلوکی قرار می‌گیرد که پلاک خانه‌هایش از ۶۰۱ آغاز می‌شود.
همچنین ممکن است شمارهٔ پلاک با شمارهٔ خیابان هم مرتبط باشد. در کلیولند، ایالت اوهایو، وقتی آدرس خانه‌ای خیابان یوکلید، پلاک ۹۰۰ است به این معناست که خانه در تقاطع خیابان یوکلید و خیابان نهم قرار دارد. در فیلادلفیا، ساختمانی به آدرس خیابان والنات، پلاک ۱۶۱۰، در خیابان والنات، بین خیابان شانزدهم و هفدهم، و تقریباً روبه‌روی پلاک ۱۶۰۹ قرار دارد. در کویینز در نیویورک، از روشی که آن را «طرح فیلادلفیایی» می‌نامند استفاده می‌شود و خط تیره‌ای میان عددی که نشان‌دهندهٔ شمارهٔ خیابان است و شمارهٔ خانه قرار می‌گیرد؛ به عنوان مثال نشانی خانهٔ لویی آرمسترانگ خیابان صد و هفتم، پلاک ۵۵–۳۴ است.
در محله‌های مختلف سانفرانسیسکو از سیستم‌های شماره‌گذاری متعددی استفاده می‌شود. وقتی دو سیستم متفاوت در جایی به هم می‌رسند، ممکن است خیابان‌های موازی در جهت عکس یکدیگر شماره‌گذاری شوند. به عنوان مثال، خیابان‌های موازی خیابان مازونیک که در شرق آن قرار دارند رو به شمال شماره‌گذاری شده‌اند و خود خیابان مازونیک و خیابان‌های موازی در غرب، رو به جنوب.
در طول بزرگ‌راه اوورسیز در فلوریدا کیز، شمارهٔ خانه نشان‌دهندهٔ فاصلهٔ آن است از مبدأ کی‌وست بر حسب مایل. اگر عدد پلاک را بر ۱۰۰۰ تقسیم کنیم، فاصلهٔ آن از مبدأ به دست می‌آید. (مثلاً خانه‌ای که در بزرگ‌راه اوورسیز، پلاک ۷۷۲۲۰ قرار دارد، در ۷۷/۲ مایلی مبدأ واقع است)
ساختمان‌های که در مناطق روستایی آمریکا قرار دارند، پیش‌تر از چنین روش‌های شماره‌گذاری‌ای بی‌بهره بودند و نشانی به شیوهٔ قدیمی نوشته می‌شد: مثلاً راه روستایی ۳، صندوق ۱۵. هر چند با تغییرات سیستم تلفن اورژانس (۱-۱-۹)، نیاز به تغییر در سیستم شماره‌گذاری خانه‌ها و خیابان‌ها در مناطق روستایی نیز ایجاد شد. معمولاً به ازای هر مایل فاصله از نزدیک‌ترین مرکز شهر ۱۰۰۰ شماره به عدد پلاک اضافه می‌شود.
در مناطق روستایی ویسکانسین، گوشه‌ای از شهرستان به عنوان مبدأ در نظر گرفته می‌شود و نشانی یک ساختمان عبارت است از فاصلهٔ مکان مورد نظر از مبدأ با درج جهت اصلی. برای نمونه وقتی ساختمان در یک خیابان شرقی-غربی واقع و فاصلهٔ آن از مبدأ ۴۵ بلوک به سمت غرب است، آدرس به این صورت نوشته می‌شود:W۴۵۰۰. در برخی شهرستان‌ها و حومهٔ شهرها برای آن‌که پیدا کردن محل مورد نظر از روی نقشه و با کمک پلاک، آسان‌تر باشد از شماره پلاک دو قسمتی استفاده می‌شود و به هر دو جهت جغرافیایی در نشانی اشاره می‌شود: (مثلاً:N4500-W۴۵۰۰)
در شهر کارمل در کالیفرنیا، هیچ‌گونه شمارهٔ پلاکی وجود ندارد. برای دادن نشانی یک خانه به جای استفاده از پلاک، گفته می‌شود: "Junipero 3 SW of 10th" یعنی خانهٔ مورد نظر سومین خانه در غرب جونیپرو و در جنوب خیابان دهم است.

### شماره‌گذاری بلوک‌ها
شمارهٔ بلوک عددی است که بر مبنای فاصلهٔ بلوک از یک مبدأ تعیین می‌شود و الزاماً ترتیبی نیست. معمولاً در هر بلوک ۱۰۰ شماره پلاک وجود دارد که تنها در دو رقم آخر با هم متفاوتند. برای مثال در واشینگتن بلوکی که در خیابات هفتم بین خیابان دی (D) و ای (E) قرار دارد، بلوک ۴۰۰ است. شمارهٔ پلاک ساختمان‌های این بلوک از ۴۰۰ تا ۴۹۹ را شامل می‌شود. معمول است که در تابلوی خیابان‌ها به شمارهٔ بلوک نیز اشاره شود.
در برخی محله‌ها مانند بخش کویینز در نیویورک سیستم شماره‌گذاری بلوک‌ها به این صورت است که با یک خط تیره صدگان از دهگان جدا می‌شود. یعنی ساختمانی که در هر جای دیگر شمارهٔ آن ۱۶۷۰۹ بود، این‌طور نوشته می‌شود: ۰۹–۱۶۷. در بسیاری موارد عدد اول شمارهٔ خیابان، کوچه یا جاده‌ای است که شماره‌گذاری از آنجا آغاز شده. به عنوان مثال در «خیابان ۶۳، ۴۰–۹۹»، عدد ۹۹ به معنای آن است که شماره‌گذاری از خیابان نود و نهم آغاز شده؛ و به همین ترتیب نشانی ساختمان‌هایی که در بلوک عمود بر بلوک مذکور قرار دارند با ۶۳ آغاز می‌شود. در کویینز (بر خلاف جاهای دیگر نظیر لوس‌آنجلس که ممکن است نشانی «بلوار سانست، شمارهٔ ۱۶۷۰۰» در آن یافت شود) به ندرت دو صفر آخر در آدرس می‌آید و معمولاً شماره‌گذاری، (بسته به این‌که ساختمان در کدام سمت خیابان قرار داشته باشد) از ۰۱ و ۰۲ آغاز می‌شود.
در برخی محلات یوتا و ویسکانسین سیستم شماره‌گذاری بلوک‌ها جزئی‌تر است. در این محلات از شماره‌های ترکیبی استفاده می‌شود تا معلوم شود یک بلوک مشخص، چندمین بلوک در جهت شمالی-جنوبی و شرقی-غربی است. برای مثال، یک نشانی مفروض در یوتا ممکن است به این صورت باشد: «۲۲۶N 3300 W» در حالی‌که همین نشانی در جاهای دیگر به این صورت نوشته می‌شود: «۲۲۶ 33rd Ave NW» این آدرس در ربع شمال غربی منطقهٔ مورد نظر قرار دارد. سیستم دیگری که در ویسکانسین وجود دارد به این صورت است که شماره‌گذاری از جنوب شرق شهر آغاز می‌شود و هر چه به سمت شمال یا غرب پیش برویم عدد بزرگ‌تر می‌شود. فاصله از مبدأ در جهت شمال با حرف N و در جهت غرب با حرف E مشخص می‌شود.
در برخی شهرستان‌های ایلینوی، به ویژه دوپاژ و کین که به شیکاگو نزدیک‌اند، نشانی بیانگر موقعیت محل مورد نظر بر حسب مایل مربع نسبت به مرکز شهر شیکاگوست. خیابان‌های شمالی-جنوبی در نشانی‌ها با حرف N یا S مشخص می‌شوند و خیابان‌های شرقی-غربی با حرف W. سه شماره‌ای که بعد از آن می‌آید و منحصربه‌فرد هم هست، نشان‌دهندهٔ آن است که محل مذکور در چه فاصله‌ای نسبت به ابتدای ربع دایره‌ای که در آن واقع شده، قرار دارد. برای مثال «۳۰W221 Butterfield Road» در ناپرویل قرار دارد، در ۳۰ مایلی غرب شیکاگو. در دو منطقهٔ کوک‌کانتی و ویل‌کانتی که در حومهٔ شیکاگو قرار دارند و به آن متصل‌اند از این روش استفاده نمی‌شود و در نشانی‌ها حروف S یا W به کار برده نمی‌شود، بلکه به نسبت دور شدن از مرکز شمارهٔ پلاک افزایش می‌یابد. نشانی «۱۶۷۰۱South 96th Avenue» صرفاً به این معناست که ساختمان مورد نظر در جنوب خیابان ۱۶۷ قرار دارد و ساختمان «۹۶۰۳West 191st Street» در غرب خیابان ۹۶.

## ایران
در ایران، به ویژه در شهر تهران شیوهٔ رایج شماره‌گذاری خانه‌ها از این قرار است که معمولاً اعداد فرد در یک سمت و اعداد زوج در سمت دیگر خیابان قرار می‌گیرند و معمولاً به ترتیب هستند. هرچند در موارد بسیاری این ترتیب به هم می‌خورد. در بعضی جاها که دو شماره پلاک مشابه وجود دارد یکی با ممیز از دیگری تفکیک می‌شود.
در بسیاری از روستاها و شهرهای کوچک خانه‌های بدون پلاک مشاهده می‌شوند. در روستا ممکن است نام صاحب ملک به جای پلاک مورد استفاده قرار بگیرد.

### تغییر پلاک خانه‌های تهران
در سال‌های اخیر روند تغییر و یکسان‌سازی پلاک خانه‌های تهران آغاز شده‌است. بر روی پلاک‌های جدید ۳ عدد درج شده: اولی شماره پلاک خانه است، دومی ممیزی شهرداری و سومی کد ده رقمی خانه که منحصربه‌فرد است و به نوعی شماره ملی خانه محسوب می‌شود. رنگ پلاک آبی است و دو عدد اول به رنگ سفید و کد ده رقمی به رنگ زرد روی آن درج شده‌است. تعویض پلاک خانه‌های تهران به منظور اصلاح نواقص پیشین، یکسان‌سازی پلاک‌ها و سهولت دسترسی به اطلاعات هر ملک صورت گرفته‌است. تعویض پلاک‌ها موجب بروز مشکلاتی از جمله اشتباه در ارسال بسته‌های پستی، ارسال قبوض و سردرگمی شهروندان تهرانی شد. شورای شهر تهران مخالفت علنی خود را با این طرح اعلام کرد و آن را اتلاف هزینه دانست. برای این پروژه ۳ میلیارد و ۶۰۰ میلیون تومان هزینه در نظر گرفته شده بود و سازمان زیباسازی مدیریت این پروژه را بر عهده داشت.